# Alytuský kraj
Alytuský kraj (litevsky Alytaus apskritis) je nejjižnějším z deseti litevských krajů. Jeho hlavním městem je Alytus. Dalším významným městem v kraji je lázeňské město Druskininkai.